# Coursera
Courséra — технологічна компанія, що працює в галузі освіти; заснована професорами інформатики Ендрю Ин та Дафною Коллер зі Стенфордського університету у квітні 2012 року.
«Найкращий стартап 2012 року» за версією сайту TechCrunch. Переможець Премії Веббі 2014 року в галузі освіти (приз журі та приз глядацьких симпатій).
Coursera пропонує своїм користувачам сотні безкоштовних онлайн-курсів з різних дисциплін, у разі успішного закінчення яких користувач отримує сертифікат про закінчення курсу.
Coursera співпрацює з університетами з різних країн світу для викладання курсів цих навчальних закладів онлайн. Наразі пропонуються курси в наступних галузях: інженерія, гуманітарні науки, медицина, біологія, суспільні науки, математика, бізнес, інформатика та інші.
Кількість студентів на сайті перевищила 10 мільйонів осіб.

## Навчальний процес
Кожен із навчальних курсів доступний на безкоштовній основі, але для тих, хто хоче отримати сертифікат із персональною верифікацією, від січня 2013 року передбачені платні (30-40 доларів) сертифікати для окремих курсів. Разом з тим компанія може надати студентові сертифікат із персональною верифікацією безкоштовно, якщо він доведе наявність у себе економічних труднощів, важливість цього сертифікату для кар'єрного розвитку та готовність пройти навчальний курс до кінця.
Тривалість навчального процесу різна на різних курсах. Найкоротші тривають три тижні; найбільш поширені шеститижневі курси. Курси, що продовжуються 10 тижнів та більше, становлять близько 27 % від загальної кількості.
Протягом навчання студент має переглядати відеолекції, які надсилаються йому щотижня (відео найчастіше діляться на частини тривалістю 15-20 хвилин), читати рекомендовані статті, виконувати домашні завдання. Домашні завдання бувають у вигляді тестів, написання есе, творчих завдань чи проектів. В той час, як тести оцінюються автоматично, для оцінки виконання інших типів завдань в Coursera розроблено технологію, за якою студенти оцінюють та коментують роботи один одного. На першому етапі виконання подібних завдань студенти завантажують свої роботи на сайт перед настанням дедлайну. На другому етапі вони автоматично отримують кілька анонімних домашніх завдань, виконаних іншими студентами. Інтерфейс Coursera спрямовує студента-оцінювача через чіткі критерії оцінювання (за кожним з яких ставиться окремий бал). Крім того, в оцінювача є змога додати власні коментарі в довільній формі щодо перевіреного завдання. Студент зобов'язаний оцінити певну кількість домашніх завдань до закінчення визначеного терміну, в іншому випадку йому загрожує штраф у вигляді позбавлення балів за дане завдання. Після закінчення цього терміну студенти можуть бачити власну підсумкову оцінку, яка є середнім арифметичним оцінок, отриманих ним від інших студентів.
Сертифікат про проходження курсу отримують тільки ті, хто набрав мінімально встановлену викладачем курсу кількість балів, і багато студентів «відсіюються» під час навчання. Крім того, викладачі встановлюють рівень балів, вище якого студент отримує «Сертифікат про закінчення курсу з відзнакою».
Навчання на Coursera є асинхронним, тобто студенти можуть переглядати лекції чи робити домашні завдання в різний, зручний для них час, на відміну від синхронних курсів, в яких студенти та викладач взаємодіють одночасно у чітко визначеному вузькому часовому проміжку.
Задля уникнення списування чи інших типів шахрайства на сайті введено «Кодекс честі», з яким студент ознайомлюється та погоджується при реєстрації. Від серпня 2012 року «Кодекс» почав з'являтися перед користувачем сайту щоразу перед відправленням домашніх завдань. Це нововведення було спричинено низкою інцидентів із використанням студентами плагіату в своїх роботах, коли при написанні есе окремі студенти копіювали частини статей із Вікіпедії чи інших сайтів.
Coursera також пропонує навчальні курси в партнерстві з університетами. Наприклад, платформа є партнером HEC Paris для Executive Master innovation & entrepreneurship. Ця програма на 100% онлайн спрямована на навчання керівників вищої ланки, які спеціалізуються в цих двох областях, за 18 місяців. Його відкрили у березні 2017 року.

### Навчання українською мовою
15 травня 2013 року Фонд Віктора Пінчука став одним із партнерів Coursera. В рамках співпраці відбувається субтитрування окремих навчальних курсів українською мовою.
Перші два курси з українськими субтитрами доступні з 7 жовтня 2013 року. Ними стали «Model Thinking» та «Introduction to Finance», обидва від викладачів Мічиганського університету.
14 жовтня 2013 року BIONIC University долучився до співпраці з Coursera. Його фахівці теж працюватимуть над субтитруванням популярних курсів українською мовою.

### Глобальні навчальні центри
31 жовтня 2013 року Coursera оголосила про відкриття Глобальних навчальних центрів (Global Learning Hubs) у різних країнах світу. Планується, що це будуть спеціально організовані простори, де студенти Coursera матимуть доступ до мережі Інтернет та зможуть разом виконувати групові завдання. Перші подібні центри відкриються у Багдаді, Буенос-Айресі, Гельсінкі, Джубі, Каїрі, Какамезі, Києві (на базі BIONIC University), Ла-Пасі, Лімі, Манілі, Маунтін-В'ю, Москві, Мумбаї, Пномпені, Порт-о-Пренсі, Порт-оф-Спейні, Празі, Сантьяго, Сеулі, Тбілісі, Шанхаї, Ханої та Ченнаї.

## Переваги й недоліки навчання
Переваги та недоліки навчання на Coursera загалом є такими ж, як і на інших масових відкритих онлайн-курсах.
Переваги
- можливість безкоштовного навчання у провідних науковців світу[11][30];
- зручність навчання: дивитись лекції чи робити домашні завдання можна у вільний час чи їдучи в транспорті[11]. 17 грудня 2013 року компанія представила свій офіційний додаток для пристроїв на платформі iOS[31]; 8 квітня 2014 року — додаток для пристроїв на базі Android[32][33];
- можливість пройти навчальний курс рідною мовою. Близько 60 % студентів Coursera проживають поза межами США, і аби збільшити кількість неангломовних студентів, на сайті впроваджують курси, що викладаються іншими мовами[30];
- можливість взаємодії між студентами на форумах сайту чи поза ними, зокрема у соціальних мережах[11]. Крім того, по всьому світу (в тому числі й в Україні) існують численні офлайн-спільноти корсеріанців[34];
- можливість проходження курсів задля розширення світогляду та власного задоволення[30];
- можливість використати сертифікат Coursera під час прийому на роботу чи для зарахування університетського кредиту за місцем навчання[30]. Кількість університетів, що зараховують кредити за сертифікатами Coursera, невелика, але постійно збільшується[35];
- можливість заздалегідь підготуватися до навчання у вищій школі[30].

Недоліки
- часто критикується система оцінювання студентів іншими студентами, які не завжди є досить фаховими для проведення оцінювання[36]; крім того, анонімність оцінювача дає йому змогу в коментарях до роботи писати будь-що, навіть виходячи за межі етичних норм[37];
- використання окремими студентами плагіату в своїх роботах[37];
- низька можливість взаємодії між студентом та викладачем, спричинена значно більшою кількістю студентів у порівнянні з традиційним форматом навчання[11];
- надмір інформації на форумах курсу, в якій іноді важко зорієнтуватись[10];
- на сайті не приділяється досить уваги неуспішним студентам; як наслідок, вони полишають курси[38].

## Найпопулярніші курси на сайті
Станом на вересень 2013 року найпопулярнішими курсами на Coursera (тобто тими, на які зареєструвалася найбільша кількість студентів) були наступні:
| №  | Назва курсу                               | Переклад назви українською мовою                | Викладач(і)                                        | Університет                                                 | Кількість студентів |
| -- | ----------------------------------------- | ----------------------------------------------- | -------------------------------------------------- | ----------------------------------------------------------- | ------------------- |
| 1  | Social Psychology                         | Соціальна психологія                            | Скотт Плаус                                        | Весліанський університет                                    | 240423              |
| 2  | Think Again: How to Reason and Argue      | Подумай двічі: як аргументувати та переконувати | Волтер Сіннот-Армстронг, Рем Нета                  | Дюкський університет                                        | 226751              |
| 3  | Learn to Program: The Fundamentals        | Вступ у програмування: основи                   | Дженніфер Кемпбел, Пол Грайз                       | Торонтський університет                                     | 198494              |
| 4  | Game Theory                               | Теорія ігор                                     | Кевін Лейтон-Браун, Метью О. Джексон, Йоав Шоам    | Стенфордський університет, університет Британської Колумбії | 193455              |
| 5  | A Beginner's Guide to Irrational Behavior | Посібник початківця в ірраціональній поведінці  | Ден Аріелі                                         | Дюкський університет                                        | 185398              |
| 6  | Introduction to Finance                   | Вступ у фінанси                                 | Гаутам Коул                                        | Мічиганський університет                                    | 151346              |
| 7  | Startup Engineering                       | Інженерія стартапів                             | Баладжі С. Срінівасан, Віджей Панде                | Стенфордський університет                                   | 143415              |
| 8  | Think Again: How to Reason and Argue      | Подумай двічі: як аргументувати та переконувати | Волтер Сіннот-Армстронг, Рем Нета                  | Дюкський університет                                        | 138851              |
| 9  | Creativity, Innovation, and Change        | Креативність, інновації та зміни                | Джек В. Метсон, Дарел Вілегол, Кетрін В. Джеблоков | Університет штату Пенсильванія                              | 136774              |
| 10 | Data Analysis                             | Аналіз даних                                    | Джеф Лік                                           | Університет Джонса Гопкінса                                 | 134431              |

## Засновники проекту

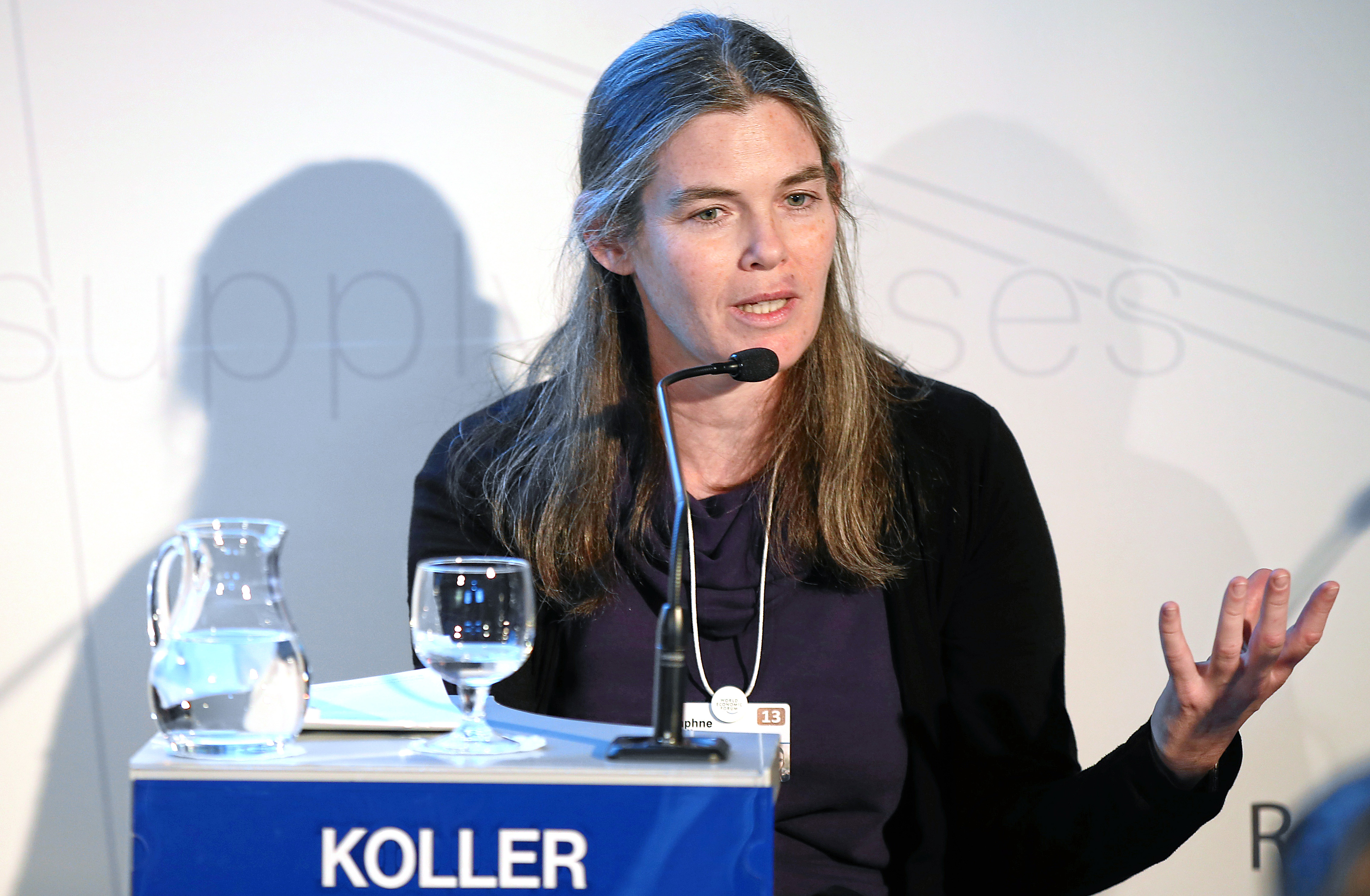
Дафна Коллер на Всесвітньому економічному форумі в Давосі

Дафна Коллер (Daphne Koller) — професор кафедри інформатики в Стенфордському університеті. Автор понад 180 наукових публікацій (її H-індекс становить більше 80). Є засновницею програми CURIS (літнє стажування студентів Стенфордського університету). Нагороджена стипендією Слоуна 1996 року, премією для молодих дослідників Управління військово-морських досліджень 1998 року, Президентською премією для молодих науковців та інженерів 1999 року, премією Міжнародної об'єднаної конференції зі штучного інтелекту 2001 року, стипендією Фундації МакАртурів 2004 року, премією Infosys Асоціації обчислювальної техніки 2008 року, і у 2011 році стала членом Національної академії інженерних наук США.

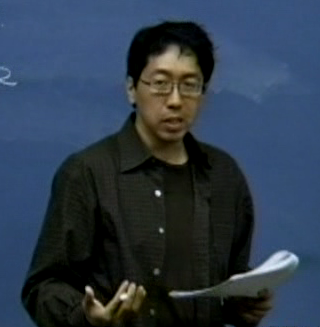
Ендрю Ин

Дафна Коллер про проект:

| Це честь для нас - розміщати цю значну кількість вражаючих курсів з широкого кола дисциплін від багатьох провідних установ. Дивовижно - настільки потужна мережа розвинулась лише за 18 місяців від офіційного початку роботи нашої компанії. З такою кількістю країн, мов та попередньої освітньої підготовки студентів, ми пишаємось, що є частиною руху, який сприяє освіті тривалістю в життя для кожного. Оригінальний текст (англ.) We are privileged to host this vast breadth of amazing courses across a broad range of disciplines from many of the world’s leading institutions. It is remarkable that such a powerful network has developed just 18 months since the official launch of our company. With so many countries, languages, and educational backgrounds represented, we are proud to be a part of a movement promoting lifelong education for everyone. |
Ендрю Ин (Andrew Ng) — професор кафедри інформатики та кафедри електротехніки в Стенфордському університеті. Очільник Стенфордської лабораторії штучного інтелекту.
Нагороджений стипендією Слоуна 2007 року та премією Міжнародної об'єднаної конференції зі штучного інтелекту. У 2013 році посів 38 місце у рейтингу журналу Fortune «40 найвпливовіших людей віком до 40 років».
Ендрю Ин про проект:

| Два роки тому Coursera була лише ідеєю на етапі розвитку. Моя команда, яка складалася зі студентів Стенфорду та мене, щойно запустили наші два курси, на кожен з яких зрештою зареєструвалися більше 100 тисяч студентів, таким чином допомігши старту руху масових відкритих онлайн-курсів. Коли ми вперше виклали ці курси онлайн, то не могли передбачити такого зростання та відгуку суспільства, свідками якого є зараз, серед університетів, професорів та студентів з усіх куточків світу. Оригінальний текст (англ.) Two years ago, Coursera was still a budding idea. My team comprising four Stanford students and me had just launched our first two courses, each of which eventually reached over 100,000 students, thus helping kick off the MOOC movement. When we first put these courses online, we could not have envisioned the growth and community response that we witness today, among universities, professors, and students from every corner of the globe. |
Нґ та Коллер зайняли 37 та 44 місця відповідно у рейтингу найвпливовіших людей за версією журналу Time 2013 року, в якому були віднесені до категорії «першопрохідці».

## Coursera в цифрах
Станом на кінець жовтня 2013 року, показники сайту були наступними:
- кількість зареєстрованих студентів: 5,266,200;
- кількість курсів, доступних для реєстрації: 532;
- кількість реєстрацій на курси: 19,1 мільйон;
- кількість викладачів: 731;
- кількість годин відео, переглянутого студентами: 48,784,829;
- кількість пройдених тестів: 27,354,590.

Серед 190 країн, громадяни яких зареєстровані на Coursera, найбільша кількість проживає в наступних країнах:
| Країна          | Відсоток студентів від загальної кількості |
| --------------- | ------------------------------------------ |
| США             | 31,7                                       |
| Індія           | 8,4                                        |
| Велика Британія | 4,3                                        |
| Бразилія        | 3,8                                        |
| Канада          | 3,5                                        |
| Іспанія         | 3,1                                        |
| КНР             | 2,9                                        |
| Мексика         | 2,2                                        |
| Австралія       | 2,0                                        |
| Росія           | 2,0                                        |

## Відповідь на війну Росії проти України
Після початку повномасштабної війни в Україні, Coursera вирішила повністю розірвати відносини з Росією. Компанія призупинила весь контент Coursera, що надходив від російських університетів та партнерів. Крім того, Coursera припинила подальші ділові відносини з російськими установами у секторах Coursera for Business, Coursera for Government та Coursera for Campus sectors.

Джефф Меджіонкалда, генеральний директор Coursera, заявив:
"Coursera вважає, що навчання є джерелом людського прогресу, і ми віддані забезпеченню доступу до освіти найвищої якості для учнів у всьому світі. Однак ми не будемо підтримувати фінансову або репутаційну вигоду російських викладачів чи установ на Coursera під час цієї трагедії, а також не будемо намагатися отримувати прибуток від ведення бізнесу в регіоні під час цієї гуманітарної кризи. В результаті ми призупиняємо всі ділові операції в Росії."
Незважаючи на ці заходи, доступ до Coursera залишається відкритим у несанкціонованих регіонах. Однак платформа призупинила реєстрацію російських учнів на платні курси і не прийматиме платежі від учнів чи установ з Росії.
Coursera розширила свою підтримку Україні через наступні ініціативи.
- У співпраці з Міністерством освіти і науки України, Coursera надає українським вищим навчальним закладам та їх студентам безкоштовний доступ до Coursera для кампусів.
- Програма Coursera для біженців пропонує безкоштовний доступ некомерційним організаціям, що допомагають українським біженцям, включно з такими організаціями, як Верховний комісар ООН у справах біженців та Міжнародний рятувальний комітет.
- Особи, що демонструють фінансову потребу, можуть безкоштовно відвідувати більшість курсів на Coursera.[46]

## Партнери проекту
Coursera розпочала свою роботу у квітні 2012 року зі співпраці з Стенфордським, Принстонським, Мічиганським та Пенсильванським університетами.
Ще 12 партнерських закладів долучились до проекту у липні, 17 — у вересні 2012 року.
23 жовтня 2013 року, коли було повідомлено про підписання договорів про партнерство з 13-ма новими установами, які викладатимуть свої навчальні курси на Coursera, кількість закладів-партнерів Coursera досягла 107. Переважну частину їх становлять вищі навчальні заклади, але є й інституції інших типів, як, наприклад, Національне географічне товариство, Музей сучасного мистецтва у Нью-Йорку чи Світовий банк.
Країни, в яких знаходяться університети-партнери проекту: Австралія, Велика Британія, Данія, Ізраїль, Іспанія, Італія, Канада, Китай, Мексика, Нідерланди, Південна Корея, Росія, Сінгапур, США, Тайвань, Туреччина, Франція, Швейцарія, Японія.

### Список партнерів Coursera, які викладають власні курси
- Барселонський автономний університет
- Альбертський університет
- Американський музей природознавства
- Амстердамський університет
- Браунський університет
- Вашингтонський університет
- Весліанський університет
- Вища нормальна школа (Париж)
- Вища торгова школа (Париж)
- Вища школа економіки
- Вірджинський університет
- Гонконзький університет науки й технології[en]
- Данський технічний університет
- Дюкський університет
- Единбурзький університет
- Експлораторіум[en]
- Єврейський університет
- Єльський університет
- Женевський університет
- Західний резервний університет Кейза
- Іллінойський університет в Урбана-Шампейн
- Інститут Співдружності[en]
- KAIST
- Каліфорнійський інститут мистецтв
- Каліфорнійський технологічний інститут
- Каліфорнійський університет в Ірвайні
- Каліфорнійський університет у Сан-Дієго
- Каліфорнійський університет у Санта-Крусі
- Каліфорнійський університет у Сан-Франциско
- Кентуккійський університет
- Кертісовий інститут музики
- Китайський університет Гонконгу[en]
- Колорадський університет у Боулдері
- Колумбійський університет
- Копенгагенська школа бізнесу
- Копенгагенський університет
- Лейденський університет
- Лозанський університет
- Лондонський університет міжнародних програм[en]
- Match Teacher Residency
- Манчестерський університет
- Мельбурнський університет
- Мерілендський університет у Коледж-Парку
- Міннесотський університет
- Мічиганський університет
- Монтеррейський інститут технологій та вищої освіти
- Московський фізико-технічний інститут
- Музей сучасного мистецтва (Нью-Йорк)
- Музичний коледж Берклі
- Мюнхенський технічний університет
- Мюнхенський університет Людвіга-Максиміліана
- Наньянський технологічний університет
- Національне географічне товариство
- Національний Автономний Університет Мексики
- Національний університет Сінгапуру
- Національний університет Тайваню
- New Teacher Center[en]
- Пекінський університет
- Пенсильванський університет
- Північно-західний університет
- Політехнічна школа
- Принстонський університет
- Ратгерський університет
- Relay Graduate School of Education[en]
- Римський університет Ла Сапієнца
- Рочестерський університет
- Санкт-Петербурзький державний університет
- Світовий банк
- Система університетів Джорджії[en]
- Система університетів Теннессі[en]
- Система університетів Х'юстона[en]
- Стенфордський університет
- Тель-Авівський університет
- Tennessee Board of Regents[en]
- Техніон
- Технічний університет Ейндговена
- Технологічний інститут Джорджії
- Токійський університет
- Торонтський університет
- Університет Британської Колумбії
- Університет Вандербільта
- Університет Вісконсин-Медісон
- Університет Джонса Гопкінса
- Університет Еморі
- Університет Західної Австралії
- Університет Західної Вірджинії
- Університет Колорадо
- Університет Коч[en]
- Університет Луїджі Бокконі
- Університет Небраски[en]
- Університет Нового Південного Уельсу
- Університет Нью-Мексико
- Університет Північної Кароліни в Чапел-Гілл
- Університет Піттсбурга
- Університет штату Нью-Йорк
- Університет штату Огайо
- Університет штату Пенсильванія
- Федеральна політехнічна школа Лозанни
- Флоридський університет
- Фуданський університет
- Центральна Паризька школа
- Цюрихський університет
- Чиказький університет
- Шанхайський університет Джіао-Тон[en]
- Школа бізнесу ІЕ[en]
- Школа бізнесу IESE[en]
- Школа медицини Айкна на горі Синай[en]

### Відмова від співпраці з Coursera
На початку вересня 2013 року професор соціології Принстонського університету Мітчел Данеєр відмовився проводити запланований курс соціології на сайті. Це трапилося після того, як працівники Coursera запропонували йому ліцензувати матеріали курсу таким чином, аби вони стали доступними для використання викладачами інших навчальних закладів.
Професор Данеєр прокоментував своє рішення так:

| Я думаю, що це може стати приводом для законодавчих органів штатів скоротити фінансування державних університетів. І, вважаю, мені справді ніяково бути частиною руху, який збирається отримати свій заробіток таким чином. Крім того, у мене є серйозні сумніви в тому, чи використання у такий спосіб курсу, подібного до мого, буде педагогічно ефективним. Оригінальний текст (англ.) I think that it’s an excuse for state legislatures to cut funding to state universities. And I guess that I’m really uncomfortable being part of a movement that’s going to get its revenue in that way. And I also have serious doubts about whether or not using a course like mine in that way would be pedagogically effective. |

## ІТ-інфраструктура сайту
Coursera обслуговується вебсервером nginx, що працює на Лінуксі. Платформа, що використовується для цього — Amazon Web Services. Coursera використовує цілу низку сервісів AWS, серед яких S3, EC2, SES, SQS, CloudSearch, CloudFront та RDS.
Щомісяця сервери бази даних Coursera опрацьовують понад 10 мільярдів SQL-запитів. У травні 2013 року через Coursera кожного місяця проходило близько 500 терабайтів інформації.
Навантаження на сервер сайту нерівномірне — більшість студентів схильні заходити на сайт на вихідних чи у день перед дедлайном. У травні 2013 року за секунду завантажувалися більше 600 сторінок, написаних на доволі «важких» для завантаження PHP/Python; опісля Coursera поступово перейшла на «легшу» мову Scala та фреймворк Play.

## Цікаві факти
Студентами Coursera є люди різного віку; їх середній вік на різних курсах варіюється від 28 до 42 років.
З метою згуртування колективу в Coursera регулярно проводяться «Щасливі п'ятничні години» (Friday happy hours), які полягають у тому, що працівники компанії приходять на роботу в тематичних костюмах.